# Víctor Malca Villanueva
Victor Manuel Malca Villanueva (Lima, 29 de diciembre de 1933-Camboriú, Santa Catarina; 6 de noviembre de 2015) fue un militar y político peruano que se desempeñó como ministro del Interior (1991) y ministro de Defensa (1991-1996) durante el gobierno de Alberto Fujimori.

## Biografía
Nació en Lima, siendo hijo de Enrique Malca y Marina Villanueva. Ingresó a la Escuela Militar de Chorrillos, de donde egresó a mediados de los años 1950 como subteniente de infantería. En 1988 era ya general de Brigada cuando ejerció como comandante general de la 32.º Brigada de Infantería acantonada en Trujillo.
El 2 de abril de 1991, siendo ya general de División en retiro, el presidente Alberto Fujimori lo juramentó como ministro del Interior, integrando así el Consejo de Ministros presidido por Carlos Torres y Torres Lara. Se mantuvo en dicho despacho hasta noviembre del mismo año, cuando fue nombrado ministro de Defensa, integrando un nuevo gabinete ministerial encabezado por Alfonso de los Heros. Se mantuvo como titular de Defensa durante cuatro años, a lo largo de cinco gabinetes ministeriales. Fue uno de los ministros que avalaron el autogolpe de 1992.
En 1996 fue nombrado embajador plenipotenciario de Perú en México, desempeñándose como tal hasta 1997.

## Procesos judiciales
A fines de 2000 fue investigado por la comisión del Congreso de la República presidida por David Waisman, que investigaba los delitos de Vladimiro Montesinos, el asesor del presidente Fujimori. Malca aparecía relacionado con el escándalo de la compra de 36 aviones de combate MIG-29 y SU-25 por 590 millones de dólares. Cuando se le exigió que presentara sus declaraciones juradas de los últimos cinco años, se limitó a responder:

“Ojalá las tenga porque yo, ¿sabe qué?, tengo la costumbre de quemar todo. ¿Sabe por qué? Porque uno se llena de documentos.”

Malca pasó a ser investigado por la fiscalía por delitos de corrupción, entre ellos cohecho propio y enriquecimiento ilícito. Aunque había reconocido que administraba una fortuna familiar de US$ 4,5 millones desde 1986, la tesis fiscal sustentó que se enriqueció ilícitamente con US$ 15,3 millones mientras fue ministro del Interior y Defensa del gobierno de Fujimori. Ese monto provendría en buena parte de las comisiones ilícitas obtenidas por la compra de los aviones usados y otros armamentos de guerra, compras aceleradas con decretos de urgencia aduciendo el conflicto con Ecuador.
Aunque fue procesado judicialmente, Malca nunca enfrentó la justicia y se fugó del país, siendo declarado reo contumaz.
Se le realizó también un juicio por avalar el autogolpe de estado de 1992, al haber suscrito el Decreto Ley 25418 para variar la forma de gobierno y modificar el régimen constitucional; esto debido a que Malca como ministro del Interior tenía pleno control sobre los hechos.

## Fallecimiento
Prófugo de la justicia peruana, con siete órdenes de captura internacional, su último paradero conocido fue en Europa, hasta que se informó de su fallecimiento ocurrido el 6 de noviembre de 2015 en el exclusivo balneario brasileño de Camboriú. La causa del deceso fue una insuficiencia respiratoria precipitada por un cáncer a la piel que hizo metástasis. Tenía 82 años.
En 2021 el Ministerio Público logró recuperar, por extinción de dominio, parte del patrimonio ilícito que Malca había depositado en un banco de México y que las autoridades mexicanas habían retenido presumiendo lavado de activos. La alerta se había dado a fines de 2000, cuando el mismo Malca intentara retirar todo el dinero de manera sospechosa. El monto ascendía entonces a US$ 1 539 265.50.